# Fiat S61 Corsa
Fiat S61 Corsa – samochód osobowy produkowany przez włoskie przedsiębiorstwo motoryzacyjne FIAT w roku 1908. 
Został skonstruowany specjalnie na wyścig Grand Prix l'Automobile Club de France w 1909 roku.

## Dane techniczne

### Silnik
- S4 10 087 cm³[1]
- Układ zasilania: b.d.
- Średnica cylindra × skok tłoka: b.d.
- Stopień sprężania: b.d.
- Moc maksymalna: 130 KM (96 kW)[1]
- Maksymalny moment obrotowy: b.d.

### Osiągi
- Przyspieszenie 0–80 km/h: b.d.
- Przyspieszenie 0–100 km/h: b.d.
- Prędkość maksymalna: 150 km/h[1]